# Aeroport de La Palma
L'Aeroport de la Palma (en castellà: Aeropuerto de La Palma) (codi IATA: SPC, codi OACI: GCLA) és un aeroport espanyol pertanyent a Aena situat a l'illa de La Palma de categoria OACI 4-C i està classificat com de tercera categoria per la DGAC. Està situat en els municipis de Villa de Mazo i Breña Baja. Posseeix una única pista d'orientació nord-sud (01-19).
Actualment es troba en obres d'ampliació i millora, amb la construcció d'una nova terminal, una nova torre de control, l'ampliació de la plataforma i l'ampliació i millora de la senyalització de la pista. Les aproximacions a l'aeroport són de les més perilloses del món, ja que està situat al nivell del mar al costat d'un penya-segat i muntanyes altes.
L'aeroport manté múltiples connexions diàries amb les illes de Tenerife i Gran Canària, així com connexions setmanals amb El Hierro i Lanzarote. També manté diverses freqüències setmanals amb Madrid, i amb algunes ciutats europees (principalment d'Països Baixos i Alemanya).

## Companyies aèries i destins
Les següents aerolínies operen a les següents destinacions des de l'aeroport de La Palma
- Air Nostrum: Madrid-Barajas, Sevilla
- Binter Canaries operat per Naysa: Gran Canària, Lanzarote, Tenerife Nord
- Condor flugdienst: Düsseldorf, Frankfurt, Múnic, Stuttgart
- Iberia: Madrid-Barajas
- Islas Airways: Fuerteventura, Gran Canària, Tenerife Nord.